# 富萨罗湖
富萨罗湖（義大利語：Lago Del Fusaro）一作福沙羅湖，是意大利南部坎帕尼亚大区沿岸的一座泻湖，位于那不勒斯以西，巴科利境内。湖泊西部有沙丘同第勒尼安海相隔，两条人工排水道分别建于公元1世纪和1858∼1859年。